# Maskerade (film fra 1941)
 For alternative betydninger, se Maskerade. (Se også artikler, som begynder med Maskerade)
Maskerade (russisk: Маскарад) er en sovjetisk dramafilm fra 1941 instrueret af Sergej Gerasimov. Filmen er baseret på et skuespil af den russiske digter Mikhail Lermontov (1814-41).

## Handling
Evgenij Arbenin, en spillefugl og kvindebedårer, gifter sig med den smukke og bedårende Nina, begynder et nyt stille liv, hvor han forsøger at lægge fortidens eskapader bag sig. Men dem, som han har bedraget og ydmyget, og som tror, at djævelen stadig er i hans sjæl, kan han ikke bedrage. En kombination af fatale omstændigheder vækker hans jalousi, og på få dage forvandles han fra en kærlig ægtemand til en morder. Han hælder gift i Ninas creme, og med en følelse af retfærdighedstilfredshed ser han hendes smerte. Men efter at have modtaget bevis for sin uskyld bliver han sindssyg. Er det Guds retfærdigheds triumf eller uheld?

## Medvirkende
- Nikolaj Mordvinov - Arbenin
- Tamara Makarova - Nina
- Mikhail Sadovskij - Zvezditj
- Sofija Magarill - Sjtral
- Antonin Pankrysjev - Kazarin